# Johann Heinrich Dürfeld
Johann Heinrich Dürfeld (* 23. Juni 1563 in Jena; † 7. Oktober 1631 auf Wendelstein) war Jurist, hallesches Ratsmitglied und fürstlich schwarzburgischer Rat und Lehnsverweser.

## Leben
Johann Heinrich Dürfeld, auch Hans Heinrich Dürfeld genannt, war der Sohn des Christoph Dürfeld (* um 1525 in Gotha; † 23. Mai 1583 in Speyer),  dem Rechtsprofessor zu Jena und fürstlich sächsischer Hofrat und Reichskammergerichts-Assessor zu Speyer, und der Barbara von Peine zu Wolfenbüttel und Asseburg
Er immatrikulierte im Wintersemester 1581 an der Universität Jena, kam nach Halle an der Saale, wurde einer der vornehmsten Ratsherren, ebenso Pfänner im „Tal“ (gehörte zur Hallenser Pfarrgemeinde St. Gertraud) und war unter denselben für sein Ansehen bekannt.
In den Bürgerbüchern findet man ihn 1594 als Besitzer eines Solguts und als Ratsmitglied. 1596, 1599 war er Ratsmitglied und einer der Vierherren des hallischen Stadtrats (Vierherren-Ordnung der Stadt Halle. Die Rechtsprechung von 4 Personen). 1602 war er Ratsmitglied und Worthalter (Worthalter waren in Halle Wortführer der Innungen bzw. der Gemeinen). In den Jahren 1605, 1607, 1610, 1613, 1616, 1619, 1622 und 1625 war er Ratsmitglied und Worthalter der Vierherren.
Die Grafen von Schwarzburg hatten großes Vertrauen in ihn und machten ihn zum Rat und Verwalter ihrer hallischen Tallehen.
Er starb 1631 auf Wendelstein, wahrscheinlich bei seinen Verwandten derer von Witzleben und wurde zu Halle begraben.

## Familie
Dürfeld war zwei Mal verheiratet. 1591 mit der (I) Justina Winckelmann (* in Oschatz; † 9. Dezember 1599 zu Halle), Tochter von Blasius Winkelmann, dem Bürgermeister zu Oschatz und 1603 in Halle mit (II) Barbara Wesener (* 26. Januar 1585 zu Halle; † 7. Juli 1631 ebenda), Tochter von Philipp Wesener (1554–1625), dem Lehrer am Stadtgymnasium, Kantor an der Moritzkirche, 1583 „Schloss-Kantor“ an der Maria-Magdalenen-Kapelle und der Maria Seyfart (1558–1624). Ihre Kinder waren:
- (I) Johann Georg Dürfeld (* 20. April 1592).
- (I) Justina Catharina Dürfeld (* 21. Juli 1593) ⚭ 1628 mit Philipp Dalich, juris peritus (Jurist) und Amtschöffer zu Grubnitz.
- (I) Sigismund Dürfeld (* 18. Dezember 1596).
- (II) Anna Dürfeld (* 14. Dezember 1603 zu Halle).
- (II) Barbara Dürfeld (* 24. März 1605 zu Halle; † 1605/1606 ebenda).
- (II) Barbara Dürfeld (* 20. Mai 1606 zu Halle; † vor 1644 zu Speyer) ⚭ 1623 zu Halle mit Christoph Bremer († 4. März 1644 zu Speyer), Dr. jur. utr., seit 1628 Advokat am Reichskammergericht zu Speyer.
- (II) Maria Dürfeld (* 20. September 1607 zu Halle).
- (II) Wilhelm Melchior Dürfeld (* 19. September 1609 zu Halle; † 14. November 1672  ebenda), Kurpfälzischer Rittmeister, nachher Pfänner und Oberbornmeister zu Halle.
- (II) Dorothea Dürfeld (* um 1608/1609 zu Halle; † 6. März 1660 ebenda) ⚭ 20. November 1627 zu Halle mit Gottfried Schultheiß, Pfänner zu Halle.
- (II) Heinrich Dürfeld (* 15. Juli 1611 zu Halle; † 20. 11. 1682 ebenda), Dr. jur. utr. und Hallenser Hof- und Regierungsrat ⚭ (I) 1636 in Halle  mit Regina Elisabeth Seyfarth († 23. Dezember 1650 zu Halle) der Tochter des Andreas Seyfart, (II) 1652 in Halle mit Anna Seyfarth (* 22. November 1614; † 25. Januar 1653), Tochter des Gottfried Seyfart, und (III) 1653 in Halle mit Juliana Knorre (* 22. August 1629; † 1. Juli 1698), Tochter des Friedrich Knorre. Er hatte 17 Kinder.
- (II) Anna Maria Dürfeld (* 27. März 1613 zu Halle) ⚭ 1. Juli 1628 zu Halle mit Christian von Wyhe, Rittmeister.
- (II) Johann Christoph Dürfeld (* 26. November 1614).
- (II) Joachim von Dürfeld (* 14. Dezember 1616 zu Halle; † 1694), kursächsischer Rittmeister und Oberstleutnant ⚭ 16. Januar 1653 Helena Katharina von Carlowitz (* 20. März 1621), Tochter des Hans Georg von Carlowitz zu Rabenstein.
- (II) Justina Elisabeth Dürfeld (* 6. Juli 1621 zu Halle; † 25. Oktober 1682 ebenda) ⚭ (I) 8. Februar 1642 zu Halle mit Carl Wachsmuth (* zu Halle; † 1643 ebenda), Pfänner zu Halle, Sohn von David Wachsmuth und seiner ersten Frau Magdalena Mudrich (* zu Merseburg); (II) 22. September 1644 mit Michael Seyfart (* 27. September 1617 zu Halle; † 10. März 1676 ebenda), kurfürstlich sächsischer Adjutant und Pfänner zu Halle.
- (II) Maria Sophia Dürfeld (* 30. April 1624 zu Halle) ⚭ 15. Juli 1645 zu Halle mit Christian Müller (* um 1610 zu Schwedt in der Mark; † 15. August 1656 zu Halle), Prediger zu Klein-Ottersleben und Sylbitz, 1637 Hospitalprediger zu Halle, 1639 Pastor an St. Moritz zu Halle.